# Babel (Star Trek: Deep Space Nine)
"Babel" és el cinquè episodi de la sèrie de televisió de ciència-ficció estatunidenca Star Trek: Deep Space Nine, emès durant la primera temporada. Originalment es va emetre en redifusió a partir del 25 de gener de 1993.  L'episodi va ser escrit per  Sally Caves i Ira Steven Behr i dirigit per Paul Lynch.
Ambientada al segle XXIV, la sèrie segueix les aventures a Espai Profund 9, una estació espacial situada prop d'un forat de cuc estable entre els Quadrants Alfa i Gamma de la Via Làctia, prop del planeta Bajor, mentre els bajorans es recuperen d'una brutal ocupació de dècades pels imperialistes cardassians. En aquest episodi, una arma biològica fa que la població de DS9 tingui dificultats per comunicar-se.

## Argument
Un Cap O'Brien sobrecarregat de feina intenta reparar nombroses avaries a tota l'estació, incloent-hi la majoria dels replicadors d'aliments de l'estació. Sense saber-ho, activa un dispositiu amagat en un dels replicadors. Poc després, O'Brien comença a mostrar signes d'afàsia: esdevé incapaç de parlar coherentment o de comprendre el llenguatge parlat.
La tinent Dax aviat també es torna afàsica. El Dr. Bashir descobreix que l'afàsia és causada per un virus en els aliments creats pels replicadors al nivell de comandament. Gent de tota l'estació comença a mostrar signes d'infecció. A més de l'afàsia, el virus causa una febre perillosament alta i potencialment mortal a les seves víctimes. L'estació es posa en quarantena per evitar que el virus s'estengui.
Odo descobreix que el taverner Quark ha estat venent menjar d'un replicador en una habitació desocupada al nivell de comandament, cosa que provoca que el menjar contaminat s'escampi per tota l'estació. El virus muta per escampar-se per l'aire, posant en perill tota la població de l'estació.
La major Kira aviat troba un mòdul a l'últim replicador en què havia treballat O'Brien; Bashir descobreix que va escriure el virus de l'afàsia en el patró molecular de qualsevol aliment que es repliques. Bashir determina que el virus va ser dissenyat per un terrorista bajorà durant l'ocupació cardassiana de Bajor.
El metge que va crear el virus fa temps que és mort, però un dels seus companys de resistència, Surmak Ren, és ara l'administrador d'un hospital bajorà. Kira creu que el Dr. Surmak pot tenir coneixement del virus, així que decideix portar-lo a DS9. Al principi, el Comandant Sisko es nega a permetre que Kira marxi, però ella li assegura que no trencarà la quarantena. Kira vola a Bajor i transporta Surmak directament al seu runabout. Inicialment, Surmak es nega a ajudar, però cedeix quan Kira revela que, en estar a bord del runabout, Surmak també està infectat amb el virus de l'afàsia.
Mentrestant, pràcticament tota la tripulació està incapacitada. Un capità de carguer, desesperat per evitar la infecció, intenta sortir del DS9 sense autorització i trenca el nucli d'energia de la seva nau en el procés. Per evitar que l'explosió resultant destrueixi la meitat de l'estació, la nau ha de ser expulsada del seu moll. Odo recluta Quark, que no està afectat pel virus, per ajudar-lo a desfer-se de la nau, i explota a una distància segura. Surmak finalment aconsegueix crear un antídot per al virus de l'afàsia.

## Actors convidats
- Jack Kehler com a capità Jaheel
- Matthew Faison com a Surmak Ren
- Ann Gillespie com a infermera Jabara
- Geraldine Farrell com a Galis Blin
- Joe Zenga com a Asoth
- Kathleen Wirt com a víctima de l'afàsia
- Lee Brooks com a víctima de l'afàsia
- Richard Ryder com a ajudant bajorà
- Frank Novak com a empresari
- Todd Feder com a home de la Federació
- Mark Allen Shepherd com a Morn

## Producció
El títol de l'episodi és una referència a la Torre de Babel bíblica i la posterior confusió de llengües.
Hi ha dues versions diferents de com va sorgir aquest episodi: Segons Ira Steven Behr, la idea subjacent va ser concebuda per ell i Peter Allan Fields el juny de 1992 durant una sessió de pluja d'idees per als primers episodis de Star Trek: Deep Space Nine. Segons Michael Piller, però, la idea de la pèrdua de la llengua es remunta a Sally Caves, que havia proposat una història similar cinc anys abans per a la sèrie Star Trek: La nova generació.
La nau de Jaheel es va modelar a partir d'una nau espacial de la sèrie de 1979–1981 Buck Rogers. Més tard va servir com a model per al model generat per ordinador de la nau espacial de Neelix a Star Trek: Voyager, que es va reutilitzar com a llançadora Thorotan a Star Trek: Enterprise.

## Recepció
Keith DeCandido va donar a l'episodi una qualificació de 6/10 per a Tor.com, escrivint: "Podria veure una hora només d'O'Brien corrent per l'estació intentant desesperadament mantenir-se al dia amb totes les fallades dels sistemes mentre de manera lenta i sarcàstica privat de son, i és pràcticament impossible que una escena entre Rene Auberjonois i Armin Shimerman no sigui encantadora, i aquest episodi en té diverses."
Mark A. Altman de Trek Navigator va donar a l'episodi 1,5 estrelles, afirmant: "[l]a història tòpica del virus és una premissa cansada que es resol massa ràpidament."

## Llançaments
El primer llançament domèstic de l'episodi va ser en vídeocasset VHS als Estats Units el 10 de setembre de 1996. Va formar part del llançament inicial de vídeocassets per part de Paramount Home Video, que va veure els primers sis episodis publicats i va ser en un casset d'un sol episodi.
Aquest episodi es va publicar en VHS al Regne Unit juntament amb "Captive Pursuit".
Aquest episodi es va publicar en LaserDisc juntament amb "Captive Pursuit" en un disc de doble cara, l'1 d'octubre de 1996 als Estats Units. Es va vendre per 34,98 USD i va ser publicat per Paramount Home Video.
El 8 de febrer de 1997, aquest episodi es va publicar en LaserDisc al Japó com a part de la caixa de mitja temporada 1st Season Vol. 1. Això incloïa episodis des de "Emissary" fins a "Move Along Home" amb pistes d'àudio en anglès i japonès.
Es va publicar en DVD com a part de la caixa de la primera temporada el 3 de juny de 2003. quest episodi es va tornar a publicar el 2017 en DVD amb la caixa de la sèrie completa, que tenia 176 episodis en 48 discs.